# روسلان آگالاروف
روسلان آگالاروف (روسی: Руслан Агабекович Агаларов؛ زادهٔ ۲۱ فوریهٔ ۱۹۷۴) بازیکن فوتبال اهل اتحاد جماهیر شوروی سوسیالیستی بود. 
از باشگاه‌هایی که در آن بازی کرده‌است می‌توان به باشگاه فوتبال آنژی مخاچ‌قلعه اشاره کرد.
وی همچنین در تیم ملی فوتبال ازبکستان بازی کرده است.